# Espolonada
La espolonada es una arremetida impetuosa de gente a caballo.
Antiguamente se llamaba así la salida súbita y violenta de los sitiados contra los sitiadores al acercarse estos al lugar cercado

E Espolonada llaman a otra manera de lid, quando los de la hueste tiene algun lugar de los enemigos cercado, e passasen cabe ellos, e los de dentro los cometen, de guisa que los de fuera han por fuerza de deronchar contra ellos. E porque esto deue ser de recio, e muy ayna por esso le llamaron espolonada
Siete partidas

También significaba la acción de acometer violentamente al adversario, aunque fuese en campo abierto, e igualmente lo que más tarde se llamó escaramuza.

pero sobre todas las cosas del mundo debe guardar que non fagan aguijadas de pocas gentes, sino cuando fueran todos en uno; ca una de las cosas del mundo con que los cristianos son más engañados, et por que pueden ser desbaratados más aína, es si quieren andar el juego de los moros o faciendo espolonadas a torna fuye; ca bien creed que en aquel juego matarían et desbaratarían cien caballeros de moros a trescientos de cristianos.
Don Juan Manuel, Libro de los estados